# 蕭陶蘇斡
萧陶苏斡（?—?），遼朝（契丹）将领，字乙辛隐，契丹突呂不部出身。“长发”因吉四世孙，奥隗部节度使里拔孙。
辽道宗清宁年间萧陶苏斡入仕，清宁九年（1063年），耶律重元之乱，萧陶苏斡举家赶赴道宗行宫，投入平叛。当时年幼，已如成人，补笔砚小底，升祇候郎君，转枢密院侍御。咸雍五年（1069年），迁崇德宫使。咸雍七年（1071年），以讨五国有功，由五国节度使改任静江军节度使。次年，因触犯权臣耶律阿思，远调漠北滑水马群太保。辽天祚帝乾统年间，转任漠南滑水马群太保。因为大风伤草，马匹多死，被免官。乾统九年（1109年）转任天齐殿宿卫。次年，召同知南院枢密使事。天庆四年（1114年），为汉人行宫副部署。金朝起兵，攻陷宁江州，他建言天祚帝率兵大发诸路抵御，威压镇服，未被采纳。率兵镇压饶州渤海人古欲起义，斩杀数千人。又与耶律大悲奴平耶律章奴叛乱，奉诏控扼东路，招集散兵。以太子太傅致仕。

## 延伸阅读
[在维基数据编辑]
 《遼史·卷101》，出自脱脱《遼史》